# シュウダ
シュウダ（臭蛇、学名：Elaphe carinata）は、ナミヘビ科ナメラ属に分類されるヘビ。

## 分布
- E. c. carinata　シュウダ
  - 中国南部、台湾、日本（尖閣諸島）
  - 絶滅危惧IB類 (EN)（環境省レッドリスト）
- E. c. yonaguniensis　ヨナグニシュウダ
  - 日本（与那国島）固有亜種
  - 絶滅危惧IB類 (EN)（環境省レッドリスト）

## 形態
全長は120-250cm。オスよりもメスのほうが大きくなる。
瞳孔は縦に長い楕円形。鱗には筋状の盛り上がり（キール）が入る。種小名carinataは「脊梁のある」の意で、このキールに由来すると思われ英名と同義。
幼蛇は体色が淡褐色で、黒い4本の縦縞と上半身に黒い横縞が入る。
日本に生息するアオダイショウと同属で、アオダイショウも悪臭を放つことがあることから、本種とアオダイショウは非常に縁の近い、おそらくごく最近になって同じ祖先から分化したヘビではないかと推察される。
- E. c. carinata　シュウダ
  - 全長120-250cm。体色は暗褐色で、上半身に黄色や白の斑点が入る。
- E. c. yonaguniensis　ヨナグニシュウダ
  - 全長130-200cm。体色は淡褐色で、斜めに列になった胴体の鱗の数（体列鱗数）は25枚。成蛇でも下半身に縦縞が残る。

## 亜種
- Elaphe carinata carinata (Günther, 1864)　シュウダ
- Elaphe carinata yonaguniensis Takara, 1962　ヨナグニシュウダ

## 生態
平地から低山地の森林、草原、水辺、農耕地に住む。地上でも樹上でも活動し、人家付近にも出没する。危険を感じると噴気音や体を膨らませての威嚇のほか、総排泄孔から悪臭のする分泌物を出し、これが和名のシュウダ（臭蛇）の由来となっている。この分泌物は皮膚に付くといくら洗っても数日は取れず、衣服に付くと廃棄するしかないという強力なものである。シュウダ、ヨナグニシュウダは総じて荒い性格をしている。
食性は動物食で、ネズミ、小鳥、トカゲ、カエルなど、魚類以外の小型脊椎動物すべてが対象になる。
繁殖形態は卵生で、基亜種は7月に産卵する。